# Kalis
Kalis (niem. Kunkendorf) – osada w Polsce położona w województwie warmińsko-mazurskim, w powiecie olsztyńskim, w gminie Jeziorany.
W latach 1975–1998 miejscowość administracyjnie należała do województwa olsztyńskiego. 

## Historia
Osada znajduje się w historycznym regionie Warmia.
W latach 20. XX w. majątek należał do Josepha Hoeniga i obejmował ponad 300 ha ziemi. Secesyjny dwór z 1925 r. bogato zdobiony z zachowaną oryginalną stolarką. Własność prywatna, obecnie w remoncie.
Bibliografia
- Garniec Mirosław, Jackiewicz-Garniec Małgorzata: Pałace i dwory dawnych Prus Wschodnich : dobra utracone czy ocalone?. Olsztyn: ARTA, 2001, s. 398. ISBN 83-912840-2-6.